# Kumaragupta II

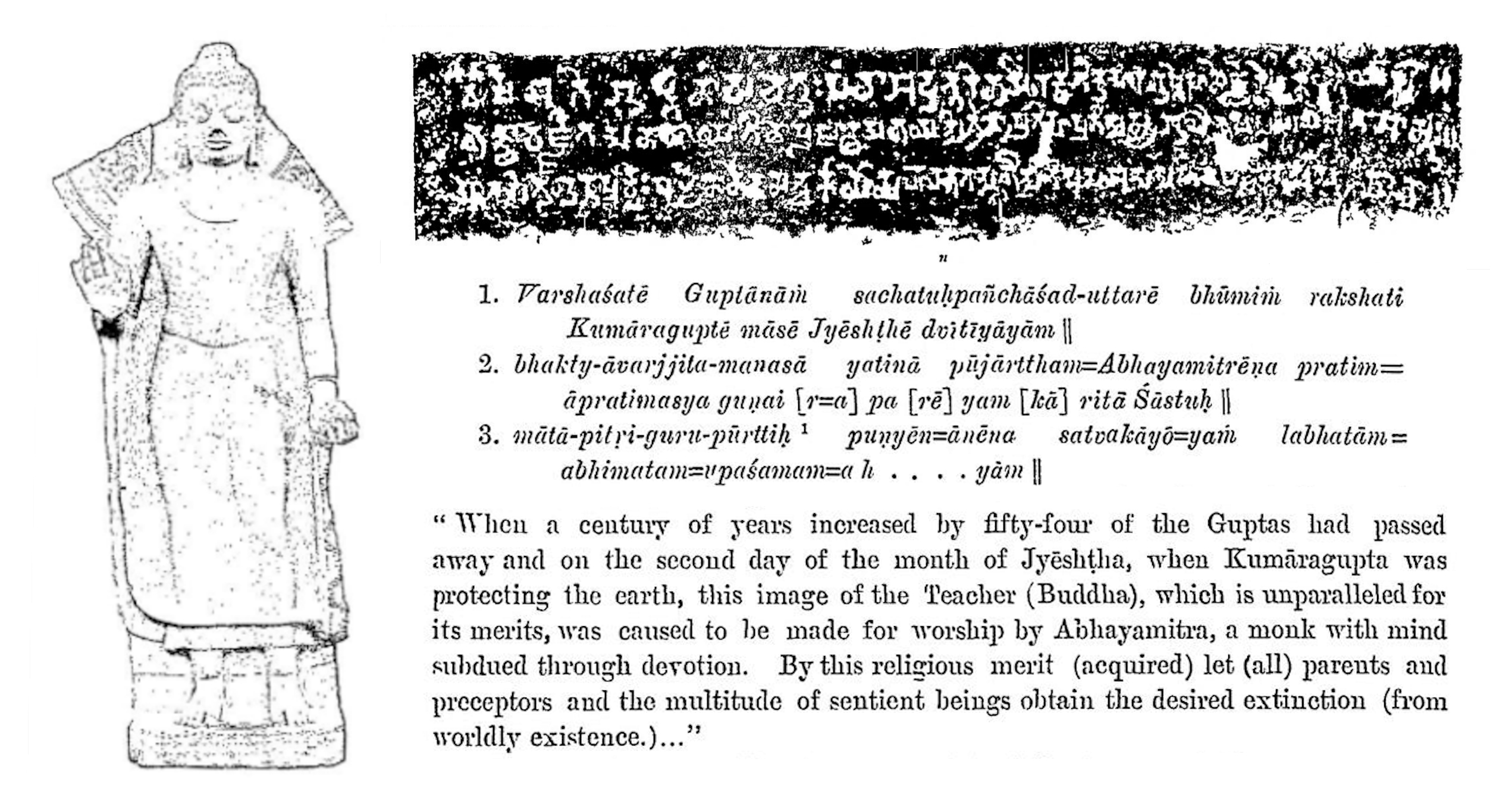
Inscriptie met vermelding van zijn naam

Kumaragupta II (tweede helft 5e eeuw) was heerser van het Guptarijk van ca.473 tot ca.476. Hij was de oudste zoon en opvolger van Purugupta.
Meer dan enkele inscripties is over hem niets geweten. Hij werd opgevolgd door zijn broer Budhagupta.